# Group captain

Rukávové hodnostní označení hodnosti group captain užívané RAF

Group captain (zkratkou Gp Capt nebo Grp Cpt, někdy GPCAPT či G/C) je vyšší důstojnická hodnost užívaná některými letectvy. V rámci NATO je označená kódem OF-5, takže odpovídá kapitánovi u námořních sil nebo plukovníkovi v ostatních složkách.
Nižší hodností bývá wing commander, vyšší air commodore.
Hodnost vznikla a stále se užívá v britském Royal Air Force a používá se také v řadě dalších vzdušných sil s historickými tradicemi spojenými s britskými, například zemích Commonwealthu a bývalých britských kolonií. Kromě toho se v britské angličtině příležitostně používá jako překlad odpovídajícího hodnostního stupně i pro země neužívající specifickou hodnostní terminologii pro letectvo.